# 여러분의 인기가요
《여러분의 인기가요》는 대한민국의 MBC에서 방영했던 가요 순위 프로그램이다.

## 역사
- 1990년 11월, 당시 MBC의 가요프로그램인 '쇼 네트워크'의 타이틀을 우리말로 바꾼 것이다. 방송은 금요일 저녁 7시 15분부터 시작되었다.[1]
- 1993년 4월 개편을 통해 후속프로그램인 '결정! 최고 인기가요'로 명맥을 잇게 되지만[2] 이마저도 같은 해에 종영되었다.

## 역대 진행자
- 이택림, 김은주
- 이택림, 음정희
- 100회 특집 MC 이문세, 박상원
- 손지창, 김은정
- 김연주
- 리포터:정원관

## 역대 1위 수상자

### 1990년
| 11월 - 11월 9일 - 민해경 보고싶은 얼굴 - 11월 16일 - 민해경 보고싶은 얼굴 (2주 연속) - 11월 23일 - 민해경 보고싶은 얼굴 (3주 연속) - 11월 30일 - 민해경 보고싶은 얼굴 (4주 연속) 12월 - 12월 7일 - 민해경 보고싶은 얼굴 (5주 연속) - 12월 14일 - 리틀엔젤스 공연 관계로 결방 - 12월 21일 - 90 MBC 대학가곡제 방송 관계로 결방 - 12월 28일 - 연말결산 |

### 1991년
| 1월 - 1월 4일 - 태진아 거울도 안보는 여자 - 1월 11일 - 태진아 거울도 안보는 여자 (2주 연속) - 1월 18일 - 걸프전 보도 결방 - 1월 25일 - 김완선 나만의 것 2월 - 2월 1일 - 이선희 추억의 책장을 넘기면 - 2월 8일 - 이선희 추억의 책장을 넘기면 (2주 연속) - 2월 15일 - 설날특집 할머니 할아버지 장기자랑 방송 관계로 결방 - 2월 22일 - 이상우 그녀를 만나는 곳 100m 전 3월 - 3월 1일 - 이상우 그녀를 만나는 곳 100m 전 (2주 연속) - 3월 8일 - 이상우 그녀를 만나는 곳 100m 전 (3주 연속) - 3월 15일 - 이상우 그녀를 만나는 곳 100m 전 (4주 연속) - 3월 22일 - 이상우 그녀를 만나는 곳 100m 전 (5주 연속) - 3월 29일 - 이상우 그녀를 만나는 곳 100m 전 (6주 연속, 1/4분기 왕중왕전) 4월 - 4월 5일 - 이상우 그녀를 만나는 곳 100m 전 (7주 연속) - 4월 12일 - 이상우 그녀를 만나는 곳 100m 전 (8주 연속) - 4월 19일 - 제주 한.소 정상회담 보도 관계로 결방 - 4월 26일 - 제5회 MBC 신인가요제 방송 관계로 결방 5월 - 5월 3일 - 신승훈 미소속의 비친 그대 - 5월 10일 - 신승훈 미소속의 비친 그대 (2주 연속) - 5월 17일 - 신승훈 미소속의 비친 그대 (3주 연속) - 5월 24일 - 신승훈 미소속의 비친 그대 (4주 연속) - 5월 31일 - 노사연 만남 6월 - 6월 7일 - 대통령배 국제 축구 중계 관계로 결방 - 6월 14일 - 노사연 만남 (2주 연속) - 6월 21일 - 노사연 만남 (3주 연속) - 6월 28일 - 노사연 만남 (4주 연속) | 7월 - 7월 5일 - 김완선 삐에로는 우릴 보고 웃지 - 7월 12일 - 노사연 만남(통산 5주) - 7월 19일 - 김완선 삐에로는 우릴 보고 웃지 (통산 2주) - 7월 26일 - 김완선 삐에로는 우릴 보고 웃지 (2주 연속, 통산 3주) 8월 - 8월 2일 - MBC 강변가요제로 인한 결방 - 8월 9일 - 심신 오직 하나뿐인 그대 - 8월 16일 - 심신 오직 하나뿐인 그대 (2주 연속) - 8월 23일 - 태풍 글래디스 보도 결방 - 8월 30일 - 심신 오직 하나뿐인 그대 (3주 연속) 9월 - 9월 6일 - 심신 오직 하나뿐인 그대 (4주 연속) - 9월 13일 - 심신 오직 하나뿐인 그대 (5주 연속) - 9월 20일 - 심신 오직 하나뿐인 그대 (6주 연속) - 9월 27일 - 심신 오직 하나뿐인 그대 (7주 연속) 10월 - 10월 4일 - 심신 오직 하나뿐인 그대 (8주 연속) - 10월 11일 - 강수지 흩어진 나날들 - 10월 18일 - 강수지 흩어진 나날들 (2주 연속) - 10월 25일 - MBC 창사 30주년기념 바르셀로나 올림픽 축구 평가전 중계 관계로 결방 11월 - 11월 1일 - 김정수 당신 - 11월 8일 - 강수지 흩어진 나날들 (통산 3주) - 11월 15일 - 91 MBC 대학가곡제 방송 관계로 결방 - 11월 22일 - 이범학 이별 아닌 이별 - 11월 29일 - 이범학 이별 아닌 이별 (2주 연속) 12월 - 12월 6일 - 김정수 당신 (통산 2주) - 12월 13일 - 이범학 이별 아닌 이별 (통산 3주) - 12월 20일 - 이범학 이별 아닌 이별 (2주 연속, 통산 4주) - 12월 27일 - 송년특집 |

### 1992년
| 1월 - 1월 3일 - 김정수 당신 (통산 3주) - 1월 10일 - 김현식 내 사랑 내 곁에 - 1월 17일 - 김현식 내 사랑 내 곁에 (2주 연속) - 1월 24일 - 양수경 사랑은 차가운 유혹 - 1월 31일 - 강수지 시간속의 향기 2월 - 2월 7일 - 신승훈 보이지 않는 사랑 - 2월 14일 - 신승훈 보이지 않는 사랑 (2주 연속) - 2월 21일 - 신승훈 보이지 않는 사랑 (3주 연속) - 2월 28일 - 신승훈 보이지 않는 사랑 (4주 연속) 3월 - 3월 6일 - 신승훈 보이지 않는 사랑 (5주 연속) - 3월 13일 - 신승훈 보이지 않는 사랑 (6주 연속) - 3월 20일 - 신승훈 보이지 않는 사랑 (7주 연속) - 3월 27일 - 신승훈 보이지 않는 사랑 (8주 연속) 4월 - 4월 3일 - 대종상 시상식 중계로 결방 - 4월 10일 - 신승훈 보이지 않는 사랑 (9주 연속) - 4월 17일 - 신승훈 보이지 않는 사랑 (10주 연속) - 4월 24일 - MBC 신인 가요제 방송으로 결방 5월 - 5월 1일 - 신승훈 보이지 않는 사랑 (11주 연속) - 5월 8일 - 김국환 타타타 - 5월 15일 - 이상우 하룻밤의 꿈 - 5월 22일 - 신승훈 우연히 - 5월 29일 - 제10회 난영 가요제 방송 관계로 결방 6월 - 6월 5일 - 신승훈 우연히 (2주 연속) - 6월 12일 - 서태지와 아이들 난 알아요 - 6월 19일 - 서태지와 아이들 난 알아요 (2주 연속) - 6월 26일 - 서태지와 아이들 난 알아요 (3주 연속) | 7월 - 7월 3일 - 서태지와 아이들 난 알아요 (4주 연속) - 7월 10일 - 서태지와 아이들 난 알아요 (5주 연속) - 7월 17일 - 서태지와 아이들 난 알아요 (6주 연속) - 7월 24일 - 서태지와 아이들 난 알아요 (7주 연속) - 7월 31일 - 남자 핸드볼 <한국:체코> 중계 관계로 결방 8월 - 8월 7일 - 서태지와 아이들 난 알아요 (8주 연속) - 8월 14일 - 서태지와 아이들 난 알아요 (9주 연속) - 8월 21일 - 서태지와 아이들 난 알아요 (10주 연속) - 8월 28일 - 이현우 꿈 9월 - 9월 4일 - 제37회 아시아·태평양 영화제 중계 관계로 결방 - 9월 11일 - 추석특집 <인기스타 총출동> 방송 관계로 결방 - 9월 18일 - 이덕진 내가 아는 한 가지 - 9월 25일 - 92 프로야구 준플레이오프 1차전 중계 관계로 결방 10월 - 10월 2일 - 92 프로야구 준플레이오프 4차전 중계 관계로 결방 - 10월 9일 - 신성우 내일을 향해 - 10월 16일 - 이덕진 내가 아는 한 가지 (통산 2주) - 10월 23일 - 현진영 흐린 기억속의 그대 - 10월 30일 - 현진영 흐린 기억속의 그대 (2주 연속) 11월 - 11월 6일 - 현진영 흐린 기억속의 그대 (3주 연속) - 11월 13일 - 현진영 흐린 기억속의 그대 (4주 연속) - 11월 20일 - 1992 대학가곡제 방송으로 결방 - 11월 27일 - 현진영 흐린 기억속의 그대 (5주 연속) 12월 - 12월 4일 - 현진영 흐린 기억속의 그대 (6주 연속) - 12월 11일 - 92 프로야구 골든글러브 시상식 방송 관계로 결방 - 12월 18일 - 선택 92 뉴스특보로 인한 결방 - 12월 25일 - 크리스마스 특집쇼 <화이트 크리스마스> 방송 관계로 결방 |

### 1993년
| 1월 - 1월 1일 - 신년특집극 <호박은 넝쿨째 오지 않는다> 방송으로 결방 - 1월 8일 - 김종서 지금은 알 수 없어 - 1월 15일 - 김종서 지금은 알 수 없어 (2주 연속) - 1월 22일 - 설날 특집쇼 <추억의 인기가요> 방송 관계로 결방 - 1월 29일 - 박정운 먼 훗날에 2월 - 2월 5일 - 박정운 먼 훗날에 (2주 연속) - 2월 12일 - 김원준 모두 잠든 후에 - 2월 19일 - 김원준 모두 잠든 후에 (2주 연속) - 2월 26일 - 김원준 모두 잠든 후에 (3주 연속) 3월 - 3월 5일 - 김원준 모두 잠든 후에 (4주 연속) - 3월 12일 - 김원준 모두 잠든 후에 (5주 연속) - 3월 19일 - 제29회 백상예술대상 시상식으로 인한 결방 - 3월 26일 - 김원준 모두 잠든 후에 (6주 연속) 4월 - 4월 2일 - 100회 특집 - 4월 9일 - 박정운 먼 훗날에 (통산 3주) - 4월 16일 - (93 세대별 최고 인기가요 결정전) [10대] 노이즈 너에게 원한 건 [20대] 장현철 걸어서 하늘까지 [30대] 노사연 만남 (통산 6주) [40대] 설운도 다함께 차차차 - 4월 23일 - (93 장르별 최고 인기가요 결정전) [테크노댄스 부문] ZAM 난 멈추지 않는다 [발라드 부문] 이상은 언젠가는 [트로트 부문] 설운도 여자 여자 여자 [ROCK 부문] 장현철 걸어서 하늘까지 (2주 연속) - 4월 30일 - 노이즈 너에게 원한 건 (통산 2주) |

## 같이 보기
- 쇼 네트워크(전신 프로그램)
- 결정! 최고 인기가요(후속 프로그램)
- 가요톱10(KBS)
- SBS 인기가요(SBS)